# زویدبروک
زویدبروک (به هلندی: Zuidbroek) یک منطقهٔ مسکونی در هلند است که در میدن-گرونینگن واقع شده‌است. زویدبروک ۳٬۹۱۰ نفر جمعیت دارد.